# Antica curata di San Secondo
L'Antica curata di San Secondo fu un edificio religioso costruito fra i secolo VIII e IX sopra ad un dosso al margine di una zona acquitrinosa e che diede il nome al territorio di San Secondo Parmense

## Storia
La prima menzione dell'esistenza della cappella dedicata a San Secondo risale al 894 dC dove, fra i beni che l'imperatore Arnolfo di Carinzia riconosceva al vescovo di Parma Guibodo, figurano alcuni territori fra i quali "... Altera pecia de silva est sita in Gajo de Soranca, ec., et fossa Guittaldi usque ad Lacum Sancti Secundi usque in silvam de Stagno".
Il lacus di cui si parla era in realtà una palude alimentata periodicamente da bracci vivi e morti del fiume Taro essendo essa il naturale sbocco di paleoalveo attivo in epoca romana. In un punto un po' più alto rispetto al terreno circostante, ai margini della palude e ai confini meridionali del territorio della curtis supponide di Palasone, sorgeva quindi una cappella dedicata a San Secondo che dava il nome al lago.
La cappella, già di pertinenza dei canonici del Capitolo della Cattedrale di Parma, non fu inglobata nella corte che gli Attonidi costruirono sullo stesso dosso alla metà del X secolo, come si evince chiaramente da un documento di cessione di una parte del castello a favore dei canonici stessi avvenuta nel 1039 nel quale dice "In loco et fundo qui nominatur Sancto Secundo cum mea suprascripta portionem de castro ....... et de capella foris eodem castro consecrata ad honorem Sancti Secundi" (Nel luogo che è chiamato San Secondo con la mia sopra menzionata porzione di castello e della cappella, posta al di fuori dello stesso castello, consacrata ad onore di San Secondo)
Pur essendo all'interno del territorio della Pieve di San Genesio la curata di San Secondo non compare nell'elenco delle 11 cappelle che erano indicate Capitulum decimarum del 1230 come dipendenti dalla vicina Pieve, essa era infatti di pertinenza dei canonici del capitolo della cattedrale creato dal vescovo Guibodo nel 877, i canonici quindi ne detenevano le rendite e si avocavano il diritto di nominare gli arcipreti e ne mantennero i privilegi anche in contrasto con i Vescovi come avvenne nel 1046 quando l'arciprete Martino della cappella rivendicò i diritti del capitolo di fronte al messo del vescovo ribelle Cadalo
La cappella mantenne la parrochialità sull'abitato di San Secondo, sviluppatosi al tempo sul luogo del castello attonide ancora per due secoli, tuttavia il crescente potere dei Rossi e la costruzione da essi voluta di un nuovo insediamento abitativo a partire dal XIII secolo segnarono la definitiva decadenza dell'antica curata. Circondata da un nucleo abitativo in via di abbandono e ormai spopolato, mantenne la funzione di centro spirituale sino al 1470 quando su richiesta di Pier Maria II de' Rossi la parrochialità gli fu tolta a favore della nuova Collegiata della Beata Vergine Annunciata, sul luogo dove un tempo sorgeva il primo insediamento si insediarono i frati di San Francesco, che costruirono un convento e con tutta probabilità ripararono o riedificarono la vetusta e fatiscente cappella dedicandola a Santa Maria delle Grazie.
Con la soppressione del convento avvenuta nel 1805 la cappella di Santa Maria delle Grazie venne abbandonata e demolita con parte del convento nel 1820.

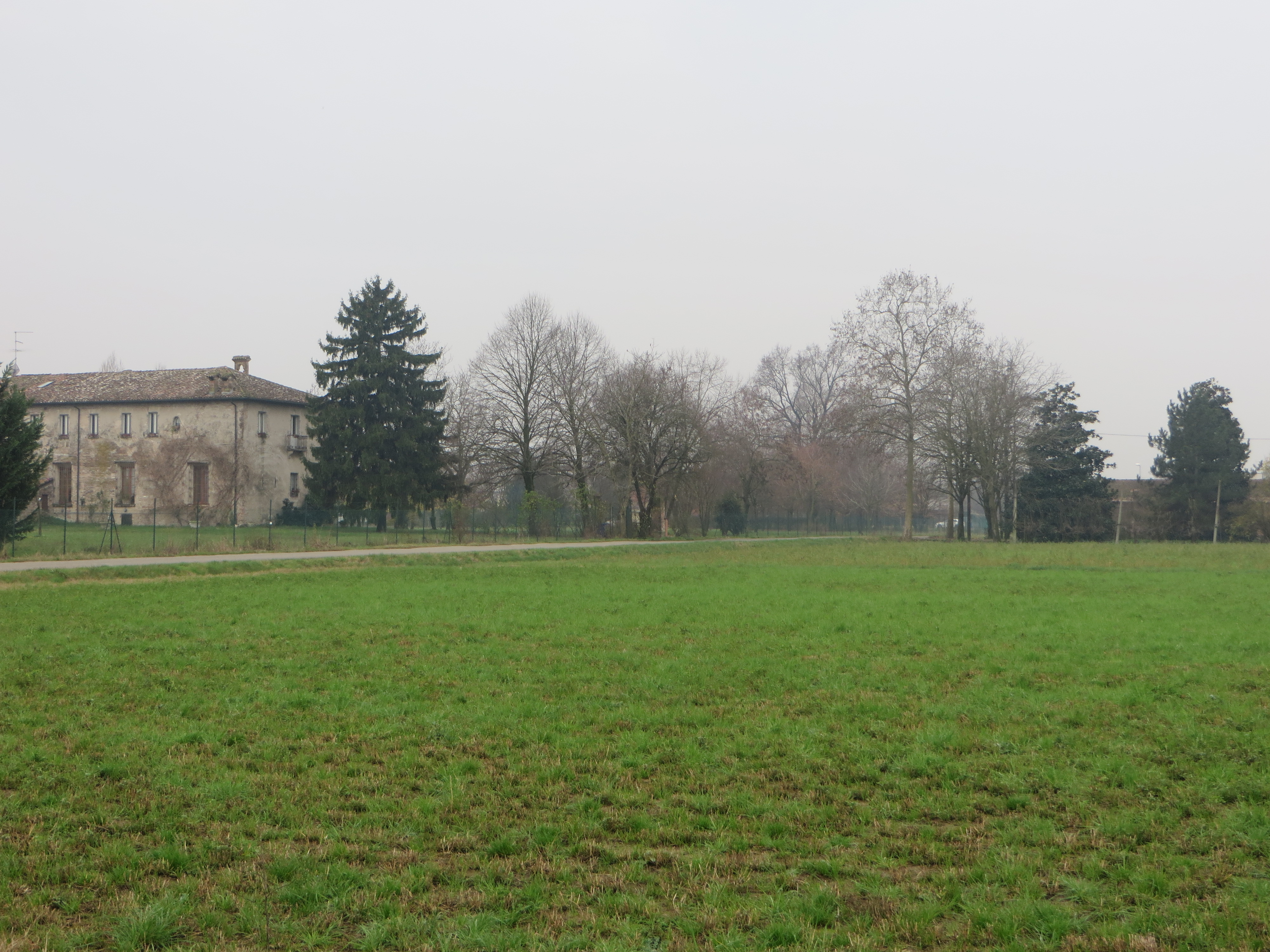
Il luogo dove sorgeva l'antica cappella di San Secondo

## Ubicazione della cappella
L'Ubicazione della cappella di San Secondo e dell'insediamento originario è in una località posta circa 1 km a nord est dell'attuale piazza centrale del capoluogo in località Zoccolanti, dove sorgeva la struttura dell'antico convento, parte del quale è ancora esistente. Analisi topografiche, geomorfologiche e planoaltimetriche confermano che quel punto è leggermente rialzato rispetto al piano di campagna che lo circonda.

## Descrizione
Non ci sono indicazioni specifiche in merito alla struttura della chiesa, comunque almeno nel primo periodo dovrebbe essere stata una struttura di dimensioni contenute, ad una sola navata, con abside orientata ed ingresso ad occidente. La planimetria di Santa Maria delle Grazie sembra confermare queste considerazioni.

## Dedica della cappella
Nonostante la tradizione rinascimentale faccia coincidere il Santo a cui era dedicata la chiesa con San Secondo d'Asti tanto che nel 1694 fu traslata una reliquia del santo astigiano nella Collegiata appare molto più probabile che l'antica cappella fosse dedicata al San Secondo appartenente alla legione tebana martire a Victimulae, il cui culto si diffuse nell'alto medioevo. Di non secondaria importanza il fatto che la data in cui si festeggiava a San Secondo Parmense il santo eponimo era il 26 agosto il giorno in cui si ricorda il martire di Victimulum, mentre San Secondo d'Asti è ricordato il 29 marzo.
Questa ultima considerazione è confermata anche dallo stemma stesso del comune di San Secondo Parmense, ove sono rappresentate quattro lance simbolo della legione tebana.

## Curiosità
- All'antica cappella è anche legata la prima menzione della Spalla di San Secondo, infatti il giorno 8 febbraio 1170, domenica, al termine della messa nei pressi della cappella di San Secondo il notaio Puteulisius in un atto rogato interrogando i coloni di San Secondo accerta che fra i corrispettivi in natura da dare al capitolo per la concessione di uso delle terre ci sono le "Spallam"[7]